# Provincie Lleida
Provincie Lleida (španělsky: Lérida) je provincie v severovýchodním Španělsku, v západní části autonomního společenství Katalánsko. Hraničí s provinciemi Gironou, Barcelonou, Tarragonou, Zaragozou a Huescou a s Francií a Andorrou.
Ze přibližně 451 tisíc jich 30 % žije v hlavním městě Lleidě. Dalšími městy v provincii jsou La Seu d´Urgell (sídlo arcibiskupa, který je spoluprincem v Andoře), Mollerussa, Cervera, Tárrega, Balaguer. V Lleidě je 231 obcí.
V této provincii leží údolí Arán, zvláštní comarca s větší autonomií, kde se mluví aranéština, odrůda okcitánštiny.
V provincii se nachází národní park Aigüestortes i Estany de Sant Maurici.
V provincii se daří pěstování ovoce, zejména hrušek a meruněk.

## Jazyk
Lleida je místní katalánské jméno a také oficiální španělské jméno.
Má charakteristický katalánský dialekt známý jako lleidatà, který užívá lo, los jako mužský určitý člen místo el, els. Místní dialekt pod správným názvem severozápadní katalánština je součástí západní katalánštiny a jako takový má některé znaky podobné z valencijštinou (jejíž dialekty jsou rovněž součástí této skupiny).

## Paleontologie
Na území této provincie se nacházejí výchozy geologického souvrství Tremp, které zachycuje existenci posledních známých evropských dinosaurů, žijících zde v době před 68 až 66 miliony let (v období pozdní křídy).

## Galerie

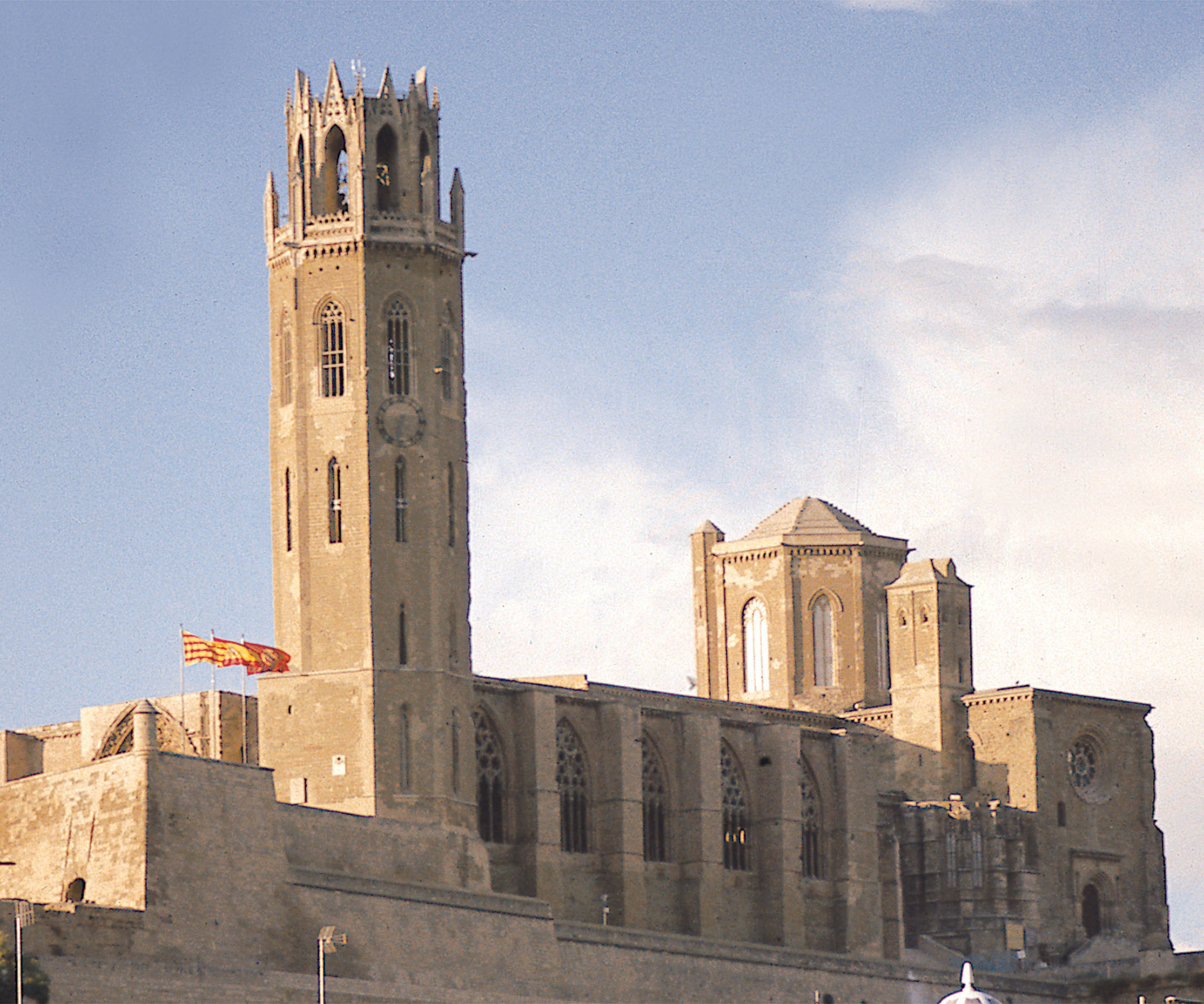
Seu Vella v Lleidě
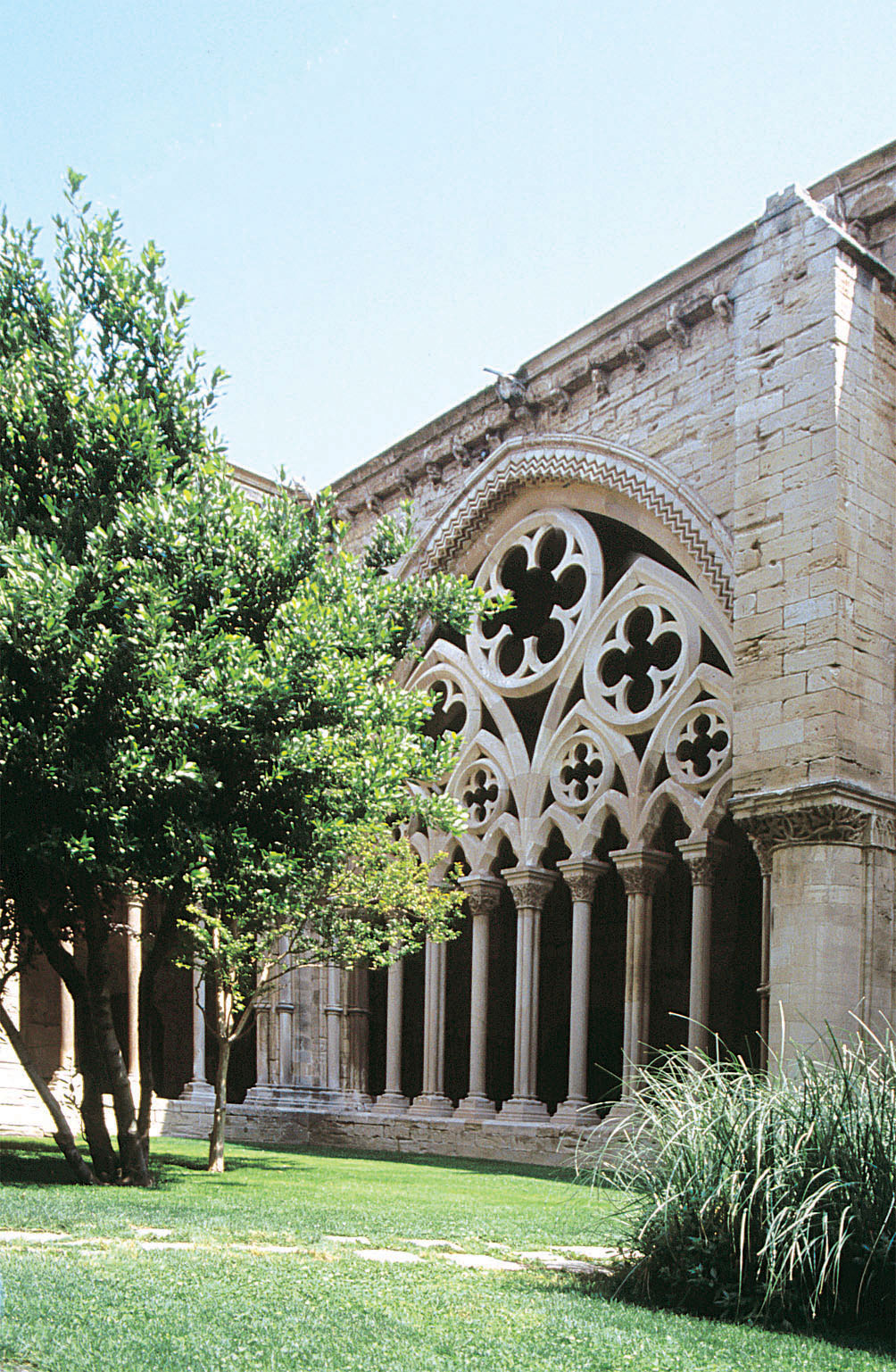
Klášter Seu Vella
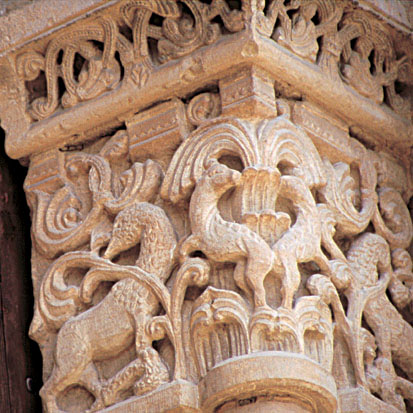
Detail hlavice sloupu v Seu Vella